# Sant Andrieu de Crusèiras
Sant Andrieu de Crusèiras (en francès Saint-André-de-Cruzières) és un municipi francès situat al departament de l'Ardecha i a la regió d'Alvèrnia-Roine-Alps. L'any 2007 tenia 521 habitants.

## Demografia

### Població
El 2007 la població de fet de Saint-André-de-Cruzières era de 521 persones. Hi havia 233 famílies de les quals 72 eren unipersonals (34 homes vivint sols i 38 dones vivint soles), 85 parelles sense fills, 51 parelles amb fills i 25 famílies monoparentals amb fills.
La població ha evolucionat segons el següent gràfic:
Habitants censats

### Habitatges
El 2007 hi havia 408 habitatges, 244 eren l'habitatge principal de la família, 145 eren segones residències i 20 estaven desocupats. 374 eren cases i 33 eren apartaments. Dels 244 habitatges principals, 193 estaven ocupats pels seus propietaris, 39 estaven llogats i ocupats pels llogaters i 12 estaven cedits a títol gratuït; 2 tenien una cambra, 14 en tenien dues, 53 en tenien tres, 54 en tenien quatre i 121 en tenien cinc o més. 175 habitatges disposaven pel capbaix d'una plaça de pàrquing. A 128 habitatges hi havia un automòbil i a 97 n'hi havia dos o més.

### Piràmide de població
La piràmide de població per edats i sexe el 2009 era:
| Homes | Edats   | Dones |
| ----- | ------- | ----- |
| 0     | 95 o +  | 0     |
| 0     | 90 a 94 | 0     |
| 0     | 85 a 89 | 8     |
| 4     | 80 a 84 | 4     |
| 12    | 75 a 79 | 20    |
| 20    | 70 a 74 | 20    |
| 12    | 65 a 69 | 4     |
| 20    | 60 a 64 | 20    |
| 12    | 55 a 59 | 16    |
| 12    | 50 a 54 | 16    |
| 8     | 45 a 49 | 16    |
| 8     | 40 a 44 | 16    |
| 24    | 35 a 39 | 8     |
| 4     | 30 a 34 | 4     |
| 12    | 25 a 29 | 16    |
| 12    | 20 a 24 | 0     |
| 8     | 15 a 19 | 8     |
| 16    | 10 a 14 | 16    |
| 20    | 5 a 9   | 4     |
| 0     | 0 a 4   | 8     |

## Economia
El 2007 la població en edat de treballar era de 305 persones, 197 eren actives i 108 eren inactives. De les 197 persones actives 160 estaven ocupades (87 homes i 73 dones) i 37 estaven aturades (15 homes i 22 dones). De les 108 persones inactives 47 estaven jubilades, 28 estaven estudiant i 33 estaven classificades com a «altres inactius».

### Ingressos
El 2009 a Saint-André-de-Cruzières hi havia 217 unitats fiscals que integraven 476 persones, la mediana anual d'ingressos fiscals per persona era de 12.806 €.

### Activitats econòmiques
Dels 30 establiments que hi havia el 2007, 1 era d'una empresa extractiva, 2 d'empreses alimentàries, 1 d'una empresa de fabricació de material elèctric, 3 d'empreses de fabricació d'altres productes industrials, 3 d'empreses de construcció, 5 d'empreses de comerç i reparació d'automòbils, 4 d'empreses d'hostatgeria i restauració, 5 d'empreses d'informació i comunicació, 1 d'una empresa financera, 1 d'una empresa immobiliària, 3 d'empreses de serveis i 1 d'una entitat de l'administració pública.
Dels 4 establiments de servei als particulars que hi havia el 2009, 1 era un paleta, 1 electricista i 2 restaurants.
Dels 3 establiments comercials que hi havia el 2009, 1 era una botiga de menys de 120 m², 1 una carnisseria i 1 una llibreria.
L'any 2000 a Saint-André-de-Cruzières hi havia 37 explotacions agrícoles que ocupaven un total de 210 hectàrees.

## Equipaments sanitaris i escolars
El 2009 hi havia una escola elemental.

## Poblacions més properes
El següent diagrama mostra les poblacions més properes.